# Concierto para guitarra y orquesta
El concierto para guitarra y orquesta es una composición musical para una o más guitarras y un conjunto de instrumentos sinfónicos (típicamente, una orquesta). En sentido genérico, el concierto (o concerto) es un diálogo entre uno o más solistas frente a un conjunto musical mayor (como una orquesta). En particular, en el concierto para guitarra y orquesta, una guitarra (o más) figura como instrumento solista frente a una orquesta de variado tamaño. En el concierto se exige un alto grado de virtuosismo a su ejecutante. Pero en el caso de la guitarra, su baja sonoridad frente a la orquesta hace que la composición de un concierto sea particularmente desafiante. 
Muchos conciertos para guitarra y orquesta mantienen la estructura clásica de tres movimientos, donde el segundo movimiento es un adagio confinado entre movimientos rápidos como allegro o allegretto. Otros, sin embargo, presentan estructuras más variadas y complejas, por ejemplo, en la Fantasía para un gentilhombre de Joaquín Rodrigo y en el Concierto No. 4 de Toronto de Leo Brouwer. 
El concierto para guitarra y orquesta puede considerarse la culminación de la guitarra como instrumento de música clásica. Ya en el siglo XIX, virtuosos de la guitarra como Ferdinando Carulli y Mauro Giuliani escribieron para esta forma musical. Pero el repertorio guitarrístico se enriqueció significativamente cuando reconocidos compositores del siglo XX empezaron a componer conciertos para guitarra y orquesta, en muchas ocasiones dedicados a guitarristas célebres. En este sentido, se pueden mencionar los conciertos del compositor español Joaquín Rodrigo, entre los que se cuenta el famosísimo Concierto de Aranjuez, el Concierto para Guitarra y Pequeña Orquesta del brasileño Heitor Villalobos, el Concierto del Sur del mexicano Manuel María Ponce y el Concerto for Guitar and Chamber Orchestra Op. 67 del británico Malcolm Arnold.

## Lista de composiciones para guitarra y orquesta
| Autor                     | Obras |
| ------------------------- | --- |
| Siglos XVIII-XIX          | |
| Luigi Boccherini          | Quintetos para guitarra |
| Ferdinando Carulli        | Concerto per chitarra e orchestra, Op. 8 Concerto per chitarra e orchestra, Op. 140 |
| Mauro Giuliani            | Concerto No. 1 in la maggiore, Op. 30 Concerto No. 2 in la maggiore Op. 36 Concerto No. 3 in fa maggiore Op. 70 (per chitarra terzina) Concerto No. 4 Op. 129 (perdido) |
| Antoine de Lhoyer         | Concierto para guitarra y cuerdas Op. 16 |
| Francesco Molino          | Concerto Op. 56 en mi menor |
| Siglos XX-XXI             | |
| Malcolm Arnold            | Concerto for Guitar and Chamber Orchestra Op. 67 |
| Salvador Bacarisse        | Concertino para guitarra y orquesta en la menor Op. 67 |
| Leonardo Balada           | Concierto mágico |
| Lennox Berkeley           | Guitar Concerto Op. 88 |
| Elmer Bernstein           | Concerto for Guitar |
| Leo Brouwer               | Concierto para Guitarra No. 1 Concierto No. 2 "de Lieja" Concierto No. 3 "Elegíaco" Concierto No. 4 "de Toronto" Concierto No. 5 "de Helsinki" Concierto No. 6 "de Volos" Concierto No. 7 "La Habana" Concierto No. 8 "Cantata de Perugia" Concierto No. 9 "de Benicassim" Concierto No. 10 "Libro de los signos para dos guitarras y orquesta" Concierto No. 11 "de Requiem (In memoriam Toru Takemitsu)" Concierto No. 12 "Austral" Concierto Itálico (para cuatro guitarras y orquesta) |
| Abel Carlevaro            | Concierto del Plata Fantasía Concertante Concierto No. 3 |
| Mario Castelnuovo-Tedesco | Concerto No. 1 in re maggiore Op. 99 Concerto No. 2 in do maggiore Op. 160 Concerto per due chitarre e orchestra Op. 201 |
| Carlos Castro             | Concierto del Sol |
| Herbert Chappell          | Caribbean Concerto |
| Joaquín Clerch            | Concierto No. 1 Concierto de Cáceres |
| Leonardo Coral            | Concierto para guitarra y orquesta |
| Ernesto Cordero           | Concierto Evocativo Concierto Antillano Concierto de Bayoán Concierto Festivo |
| Arnaud Dumond             | Concierto para guitarra y orquesta "L'arbre aux aurores" Concierto para 2 guitarras y orquesta |
| Roland Dyens              | Concerto Métis (Hommage à Ida Presti) |
| Ross Edwards              | Guitar Concerto, "Arafura Dance" |
| Álvaro Esquivel           | Concierto Iberoamericano |
| Manuel García             | Concierto para guitarra y orquesta No. 1, dedicado a José y Felisa |
| Steve Gray                | Guitar Concerto |
| Stephen Goss              | Guitar Concerto |
| Richard Harvey            | Concerto Antico for Guitar and Small Orchestra |
| Alan Hovhaness            | Guitar Concerto No. 1, Op. 325 Guitar Concerto No. 2 for guitar and strings, Op. 394 |
| Nikita Koshkin            | Bergen Concerto Megaron Concerto |
| Antonio Lauro             | Concierto para Guitarra y Orquesta Concierto para Guitarra y Orquesta No. 2 (finalizado de forma póstuma por Inocente Carreño) |
| Manuel Millán             | Concierto para guitarra y orquesta No. 1 |
| Alfonso Montes            | Concertino para guitarra y orquesta |
| Daniel Morgade            | Concertino de Hidalgo Op. 16 Concierto Hermético No. 2 |
| Federico Moreno Torroba   | Concierto Ibérico Concierto en flamenco |
| Lorenzo Palomo            | Concierto de Cienfuegos |
| Manuel Palau              | Concierto Levantino |
| Manuel María Ponce        | Concierto del Sur |
| Ramón Noble               | Concertino mexicano Fantasía en la |
| Julio César Oliva         | Concierto del Amor para guitarra y cuarteto de guitarras |
| Luis Guillermo Pérez      | Concierto para guitarra No. 1 |
| Luis Pérez Valero         | Concerto de Toulose for Guitar and Small Orchestra Concierto para guitarra, orquesta de cuerdas y percusión No. 1 |
| André Previn              | Concerto for Guitar and Orchestra |
| Jorge Ritter              | Fantasía concertante |
| Joaquín Rodrigo           | Concierto de Aranjuez Fantasía para un gentilhombre Concierto Madrigal para dos guitarras y orquesta Concierto Andaluz para cuatro guitarras y orquesta Concierto para una fiesta |
| Marcela Rodríguez         | Concierto para guitarra y orquesta |
| Celedonio Romero          | Concierto de Málaga |
| Lalo Schifrin             | Guitar Concerto Guitar Concerto No. 2 "de la Amistad" |
| Gerardo Tamez             | Concierto San Ángel |
| Eugenio Toussaint         | Concierto para guitarra y orquesta |
| Heitor Villa-Lobos        | Concierto para guitarra y pequeña orquesta |
| Takashi Yoshimatsu        | Guitar Concerto Op. 21 "Pegasus Effect" |
| Samuel Zyman              | Concierto para guitarra y orquesta de cuerdas Sefard, para guitarra y orquesta |